# Справа Вагнерівців
Справа Вагнерівців (внутрішня кодова назва «Авеню», також відома як «Вагнергейт») — спецоперація українських спецслужб, спрямована на викриття та вербовку (Авеню 1) з наступним затриманням (Авеню 2) найманців приватної компанії Вагнера, зокрема осіб причетних до збиття Іл-76 у Луганську та збиття Boeing 777 біля Донецька, здійснена за непідтвердженої офіційно співучасті США із залученням авіаліній Туреччини. Ймовірний зрив завершальної стадії другого етапу (Авеню-2) спецоперації стався через відкладання її критичного етапу або витік інформації після доповіді в Офісі Президента України. Зі слів очільника спецоперації, на її перенесенні наполягав голова офісу президента. Опублікована журналістами інформація про перенесення та зрив завершальної стадії операції призвела до широкого суспільно-політичного резонансу в Україні, критикували за це Президента України Володимира Зеленського та Голову Офісу Президента України Андрія Єрмака.
Факт існування самої операції викликав сумніви в офісу президента. Згодом президент визнав існування такої операції, але звинуватив інші країни у тому, що Україну втягнули в цю операцію. На думку представників партії «Європейська солідарність», зрив операції завдав міжнародних репутаційних збитків Україні, репутаційних збитків службі розвідки, поставив під ризик агентуру України в інших країнах, спричинив переслідування учасників та організаторів операції.
За твердженням одного із основних розслідувачів операції Христо Грозєва сам факт відкладення операції міг спричинити її зрив, адже надто довге перебування бойовиків кампанії Вагнера у Білорусі не могло пройти непоміченим. Хід операції та обставини проведення та розголошення «Авеню» викладено Христо Грозєвим разом із журналістами Bellingcat в опублікуваному розгорнутому дослідженні під назвою «Вагнергейт». Грозєв прокоментував деталі в інтерв'ю російській журналістці Юлії Латиніній, де назвав злив операції однією особою з Офісу Президента серед фейків навколо заходу[прояснити].

## Передісторія
Згідно розслідування групи Bellingcat, українські спецслужби прагнули заарештувати 28 бойовиків, які мали величезне значення. Зокрема: бійці, які брали участь у вирішальних боях під Іловайськом та Дебальцевим, і бойовики, які збили у червні 2014 року Іл-76 під Луганськом, та потенційно важливі свідки у справі збитого «Боїнга» рейсу MH17. Однак, до остаточного переліку з 45 осіб були додані й бойовики, які не мали стосунку до подій в Україні.
Президент України був поінформований про запропоновану спецоперацію 15 червня 2020 року під час чергового понеділкового брифінгу з питань безпеки з керівниками спецслужб. Володимир Зеленський загалом схвалив операцію, заплановану на 26 червня 2020 року і попросив підготувати докладний план. Цей концептуальний план було підготовлено і затверджено міністром оборони 1 липня 2020 року. Відтоді два старших офіцери, відповідальні з операцію: Василь Бурба, голова ГУР, і Руслан Баранецький, заступник голови СБУ, регулярно проводили брифінги для президента.
Під час затвердження фінальної доповіді в Офісі Президента 23 липня 2020 року Андрій Єрмак наполіг на перенесенні дати проведення операції з 25 липня на тиждень.
Виманених у Мінськ бойовиків Вагнера планувалось затримати в Києві під час вимушеної посадки літака, яким вони мали летіти до Венесуели, де вже частина угруповання була для виманювання решти із РФ спеціально працевлаштована на високооплачувану роботу, де ще раніше брала участь у придушенні протестів проти президента Мадуро.
За дзвінком з вищого оточення президента, операцію перевезення було відтерміновано на тиждень, через заплановані переговори з Росією, під час яких було намагання уникнути гострих конфронтацій. Після дзвінка вагнерівців затримала Білорусь і видворила у Росію, таким чином зірвавши дороговартісну плановану операцію. А пізніше, 29 липня 2020 року білоруське держінформагентство БелТА повідомило про затримання 33 бойовиків ПВК «Вагнера», які прибули до Білорусі нібито для здійснення провокацій та дестабілізації обстановки в період виборчої кампанії. Пізніше Білорусь передала бойовиків Росії. Повернення Вагнерівців до РФ у РНБО оцінили як недружній крок Білорусі до України.
Паралельно зі спецоперацією української військової розвідки по затриманню вагнерівців, Центральне розвідувальне управління США начебто проводило операцію з виявлення «де тече» в Офісі президента Володимира Зеленського, такі відомості повідомив у прямому ефірі на «Еспрессо ТВ» генерал-лейтенант запасу СБУ Григорій Омельченко.

## Офіційні позиції
ГУР МО України та СБУ заперечили взагалі наявність такої операції, вказавши, що це — фейк, створений для дискредитації українських спецслужб — начальник ГУР МО заперечує цю версію та заявляє про інформаційну операцію російських спецслужб із дискредитації керівників України, але у своєму виступі Порошенко запевнив, що санкціонував підготовку до проведення такої операції., а СБУ назвала інформацію про участь служби в цій операції «звичайним фейком», глава Офісу Президента України вважає, що це «виглядає як добре продумана та спланована дезінформаційна кампанія».
В інтерв'ю для «VIP з Наталією Мосейчук», оприлюдненому 24 червня 2021 року, президент України Володимир Зеленський фактично визнав підготовку операції та відмову від неї України, зазначивши, що «ідея цієї операції, це була ідея інших країн, точно не України, і те, що Україну максимально затягували в це питання, — це правда». Ще він визнав, що фактично злив усю інформацію про вагнерівців Лукашенку.
3 жовтня 2021 року, під час брифінгу у Трускавці президент України Володимир Зеленський повідомив, що здійснював дзвінок Олександру Лукашенку після прибуття автобусів з вагнерівцями у Білорусь для надання інформації про бойовиків. На що Лукашенко йому відповів «Ми зробимо все можливе».

### Звільнення Бурби
Начальник Головного управління розвідки Міноборони Василь Бурба заявив, що Служба безпеки України зобов'язана відкрити розслідування за статтею державна зрада, а Верховна Рада зобов'язана створити слідчу комісію з перевірки причетності президента Володимира Зеленського та його найближчого оточення до витоку інформації. Бурба наполягав на перевірці на поліграфі глави Офісу президента Андрія Єрмака і першого заступника секретаря РНБО Руслана Демченка, але відразу після своєї заяви був звільнений указом Зеленського, виселений із службового помешкання за невідповідність будівельних робіт та залишений без охорони. Пізніше поліція випустила заяву, що Бурба залишається під державною охороною. За твердженнями окремих видань, розвідники Головного управління розвідки Міністерства оборони почали також виходити на журналістів, розповідаючи про переслідування з боку СБУ.

## Розслідування
На планування такої операції посилався головний редактор Цензор.НЕТ Юрій Бутусов, який був допитаний у якості свідка. Юрій Бутусов висунув підозру, що до зливу операції проти «Вагнерівців» причетний Перший заступник Секретаря Ради національної безпеки і оборони Руслан Демченко. Також наявність і зрив такої спецоперації підтвердив звільнений з посади колишній очільник Офісу Президента України Андрій Богдан, вказавши, що все що написане Бутусовим мало місце і було навіть гірше.
Для з'ясування обставин імовірного зриву спецоперації українських спецслужб щодо затримання 33 найманців із ПВК Вагнера у ВР України рядом політичних діячів ставилася вимога щодо створення слідчої комісії. За словами Герасимова, Постанову про створення Тимчасової слідчої комісії у «справі вагнерівців» зареєстровано в парламенті, але вона повністю блокується командою Зеленського в Раді, а депутат Володимир Ар'єв вважає, що гальмувати створення Тимчасово слідчої комісії по «вагнерівцях» наказав Офіс президента.
Розслідуванням «справи Вагнерівців» зайнялася розслідувальна група «Bellingcat». Один із розслідувач групи Христо Грозєв заявив, що група «Bellingcat» не лише проводить розслідування у цій справі, але й збирається оприлюднити документальний фільм. У зв'язку зі зйомками цього документального фільму Христо Грозєв прибув 10 березня 2021 року до Києва, де провів низку зустрічей.
25 листопада 2021 року тернопільські військові та громадські діячі написали звернення до Генерального прокурора про створення незалежної слідчої комісії та справедливого розслідування справи по «вагнерівцях».

## Публікація
17 листопада 2021 року Bellingcat та The Insider оприлюднили першу частину власного розслідування про Вагнергейт.
Ввечері 17 листопада 2021 року із ОП України прокоментували розслідування. Михайло Подоляк зазначив, що «Белінгкет видав якісний текст, який є доволі красномовним».